# کوماگانه، ناگانو
کوماگانه در استان ناگانو در کشور ژاپن واقع شده‌است  که دارای جمعیت ۳۴٬۶۹۶ نفر و مساحت ۱۶۵٫۹۲ کیلومتر مربع با تراکم جمعیت ۲۰۹  نفر در کیلومترمربع است و در تاریخ ۱ ژوئیه ۱۹۵۴ به عنوان شهر شناخته شد.